# Jürgen Chrobog
Jürgen Chrobog (* 28. Februar 1940 in Berlin) ist ein deutscher Jurist, Diplomat und ehemaliger Staatssekretär im Auswärtigen Amt.

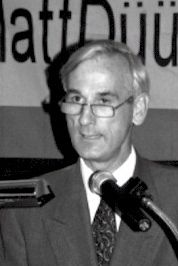
Jürgen Chrobog, 1995

## Leben
Chrobog ist Sohn von Erich Chrobog, der Ministerialdirigent im Reichsforstamt war. Er studierte ab 1962 an der Albert-Ludwigs-Universität Freiburg, der Georg-August-Universität Göttingen und der Universität Aix-Marseille Rechtswissenschaft. Nach den juristischen Staatsexamen (1967, 1971)  war er Rechtsanwalt in Hannover. 1972 trat er in den diplomatischen Dienst der Bundesrepublik Deutschland ein. Er arbeitete zunächst in der deutschen Vertretung bei den Vereinten Nationen in New York City. Als Mitglied der Freien Demokratischen Partei war Chrobog 1973–1977 als Mitarbeiter der Außenminister Walter Scheel und Hans-Dietrich Genscher im Auswärtigen Amt für Europafragen und die Dritte Welt zuständig. Er wurde 1977 nach Singapur und 1980 nach Brüssel entsandt.
Von 1984 bis 1991 war Jürgen Chrobog Leiter der Presseabteilung und Sprecher des Auswärtigen Amts und leitete ab 1988 zusätzlich das Ministerbüro Hans-Dietrich Genschers. Nach einem Treffen der Politischen Direktoren der Außenministerien der USA, Großbritanniens, Frankreichs und Deutschlands in Bonn am 6. März 1991 schrieb Chrobog: „Wir haben in den Zwei-plus-Vier-Verhandlungen deutlich gemacht, dass wir die Nato nicht über die Elbe hinaus ausdehnen. Wir können daher Polen und den anderen keine Nato-Mitgliedschaft anbieten.“ Diese Aussage wurde allerdings oft aus dem Zusammenhang gerissen, um damit die von Putins Regime jahrelang verbreitete Behauptung vermeintlich stützen oder bestätigen zu wollen, dass Russland im Zuge der Verhandlungen zum „Zwei-plus-Vier-Vertrag“ – der übrigens bereits am 12. September 1990 unterzeichnet und nachfolgend ratifiziert wurde, folglich also bereits viele Monate vor dieser Notiz abschließend ausgehandelt war – versprochen worden wäre, die NATO würde sich nicht nach Osten ausdehnen. Angesprochen auf diese Notiz, stellte Jürgen Chrobog in einem Interview am 21. Februar 2022 – drei Tage vor Beginn des  russischen Überfalls auf die Ukraine – ausdrücklich klar, warum die besagte Notiz diesbezüglich keinerlei Bedeutung hat; nämlich weil er diese Aussage noch nicht einmal innerhalb von formellen Verhandlungen, sondern lediglich im Rahmen eines informellen Gespräches ohne die Beteiligung Russlands getätigt hatte, und er betonte: „Ich möchte aber hinzufügen: Das allgemeine Missverständnis hier: Die vorliegende NATO-Erweiterung hat in all den Zwei-plus-Vier-Gesprächen niemals auch nur einmal die Rolle gespielt. Es war nie ein Thema, es ist auch nie gefallen. Also die NATO-Erweiterung nach Osten hin war kein Thema, es gab dieses Thema auch noch gar nicht, denn die Sowjetunion hatte sich noch nicht aufgelöst, der Warschauer Pakt bestand immer noch, es war gar kein Anlass, darüber zu reden, es war viel zu früh. Also (...) der Kontext ist falsch wiedergegeben.“
Von Januar 1995 bis Juni 2001 war Chrobog deutscher Botschafter in den Vereinigten Staaten. Nach dieser Tätigkeit kam er nach Berlin ins Auswärtige Amt als Staatssekretär zurück, wo mittlerweile Joschka Fischer das Ministerium übernommen hatte. Chrobog übernahm die Aufgabenbereiche von Wolfgang Ischinger, der sein Nachfolger in Washington wurde: Vereinte Nationen, Länder Asiens, Afrikas und Lateinamerikas, die Außenwirtschaftspolitik sowie Rechts-, Protokoll- und Kulturfragen. Seit April 2003, als in Algerien 32 Sahara-Touristen verschleppt wurden (darunter neun Deutsche), leitete er bis zu seiner Pensionierung Ende Juni 2005 als Staatssekretär im Auswärtigen Amt den bei Entführungen von Deutschen im Ausland zuständigen Krisenstab.
Von Juli 2005 bis Juni 2013 war Chrobog Vorstandsvorsitzender der BMW Stiftung Herbert Quandt, ein Amt, das bis Ende 2003 Horst Teltschik innehatte. Außerdem ist er Vice-Chairman der Board of Directors der Global Panel Foundation. Des Weiteren war er Mitglied im Aufsichtsrat der MAN Ferrostaal AG.
Jürgen Chrobog ist mit der  Sprach- und Literaturwissenschaftlerin Magda Gohar-Chrobog verheiratet, einer Tochter des ägyptischen Schriftstellers Youssef Gohar, und hat drei  Söhne Karim, Fabian und Felix.

### Entführung 2005
Jürgen Chrobog  hielt sich Ende 2005 zusammen mit seiner Frau und seinen drei erwachsenen Söhnen aufgrund einer privaten Einladung des jemenitischen Vize-Außenministers im Osten des Jemen auf. Am 28. Dezember 2005 wurde er zusammen mit seiner Familie, unter anderem Felix Chrobog, bei einer Überlandfahrt entführt. Die Familie, die mit einer größeren Reisegruppe im Jemen unterwegs war und von Sicherheitskräften begleitet wurde, war von Angehörigen des Al-Abdallah-Stammes aus der Provinz Schabwa entführt worden. Die Entführer hatten eine Gelegenheit genutzt, als sich die Sicherheitskräfte zum Mittagessen zurückgezogen hatten.
Am Mittag des 31. Dezember wurden die Entführten freigelassen. Das Auswärtige Amt bestätigte kurz darauf die Freilassung der Familie Chrobog. Die Forderungen der Entführer nach der Freilassung inhaftierter Stammesangehöriger wurden nicht erfüllt. Stattdessen unterzeichneten die Stammesführer eine Vereinbarung mit der jemenitischen Regierung, die sich verpflichtete, fünf Mitglieder eines rivalisierenden Stammes festzunehmen.
Kurioserweise hatte sich Chrobog noch am 20. Dezember 2005, wenige Tage vor seiner eigenen Verschleppung, in einem Interview mit dem Bayerischen Rundfunk zur Entführung von Deutschen im Ausland geäußert. Anlass war der Entführungsfall der zwei Tage zuvor im Irak freigelassenen Archäologin Susanne Osthoff:

„Es begeben sich Menschen immer wieder in Gefahr und man erwartet ja allgemein eine Rundumversicherung des Staates. Kommt jemand in Gefahr, wird er entführt, dann erwartet man, dass der Staat sofort eingreift und die Dinge löst. Das ist eben zunehmend schwierig geworden in dieser Welt. Dieses fast Sozialversicherungsdenken der deutschen Bürger ist natürlich etwas, das man aufgreifen muss. So geht es eigentlich nicht. […] Wer sich in Gefahr begibt und dieses Risiko kennt, der muss natürlich auch mit diesem Risiko leben. Wir werden immer alles tun für jeden, auch wenn er sich selbst in Gefahr begeben hat, ihn wieder herauszuholen. Aber Wunder können wir nicht bewirken.“

## Auszeichnungen
- 1993: Großes Silbernes Ehrenzeichen mit dem Stern für Verdienste um die Republik Österreich[8]
- 2001: Großes Bundesverdienstkreuz

## Publikationen
- Ein Leben in der Politik. Betrachtungen eines Diplomaten. B&S Siebenhaar Verlag, Berlin 2022.